# الیزابت استی
الیزابت استی (به انگلیسی: Elizabeth Esty) نمایندهٔ حوزه انتخابیه پنجم کنتیکت از حزب دموکرات ایالات متحده آمریکا در مجلس نمایندگان ایالات متحده آمریکا است که برای نخستین‌بار در ۶ ژانویه ۲۰۱۳ میلادی به‌عضویت این مجلس درآمد.